# Kanton Pouilly-sur-Loire
Kanton Pouilly-sur-Loire (francouzsky Canton de Pouilly-sur-Loire) je francouzský kanton v departementu Nièvre v regionu Burgundsko. Tvoří ho 11 obcí.

## Obce kantonu
- Bulcy
- Garchy
- Mesves-sur-Loire
- Pouilly-sur-Loire
- Saint-Andelain
- Saint-Laurent-l'Abbaye
- Saint-Martin-sur-Nohain
- Saint-Quentin-sur-Nohain
- Suilly-la-Tour
- Tracy-sur-Loire
- Vielmanay